# Sergio Stefanini
Pour les articles homonymes, voir Stefanini.
Sergio Stefanini, né le 18 février 1922, à Marostica, en Italie et décédé le 7 août 2009, à Manerba del Garda, en Italie, est un ancien joueur italien de basket-ball. Il évoluait aux postes d'ailier fort et de pivot.

## Palmarès
- Finaliste du championnat d'Europe 1946
- 3e des Jeux méditerranéens 1951
- Champion d'Italie 1942, 1943, 1950, 1951, 1952, 1953, 1954